# Joseph Magrou
Pour les articles homonymes, voir Magrou.
Joseph Émile Magrou est un médecin, biologiste et botaniste français né le 6 août 1883 à Béziers (Hérault) et mort le 10 février 1951 à Paris. Son frère est le sculpteur Jean Magrou.

## Biographie
Né d'un père lithographe, il suit des études primaires à Béziers, puis des études secondaires au Lycée Henri IV, à Paris. Il pense d'abord devenir musicien, entre au Conservatoire de Paris, prend des leçons d'orgue avec Louis Vierne et suit les cours d'histoire de la musique de Romain Rolland. 
Il mène conjointement des études de médecine et de sciences naturelles. Son cousin, Noël Bernard, botaniste, exerce une influence décisive sur l'orientation de sa pensée scientifique. Puis il entre en 1910 comme boursier à l'Institut Pasteur, dans le laboratoire d'Amédée Borrel. Ernest Pinoy l'initie aux techniques histologiques et bactériologiques et Louis Blaringhem à la discipline botanique. Il est licencié ès sciences naturelles en 1913, puis soutient en 1914 son doctorat en médecine sur Les grains botryomycotiques, leur signification en pathologie et en biologie générales. 
Il suit une longue carrière de chercheur en biologie et en botanique, est nommé chef du service de phytopathologie et de mycologie à l'Institut Pasteur en 1934, puis membre de l'Académie des sciences dans la section de botanique en 1945. 
Il épouse Madeleine Delettre, qui collabore aux activités de recherche de son mari à l'Institut Pasteur. Il est par ailleurs pendant de nombreuses années titulaire de l'orgue de l'Hôpital militaire du Val-de-Grâce à Paris. Il est Officier de la Légion d'honneur. Il décède à Paris en 1951.

### Travaux
Joseph Magrou est l'auteur de plus de 140 articles concernant les phénomènes de tubérisation, la pathologie végétale et bactériologique, le cancer des plantes, l'immunité, la radiobiologie et l'embryologie expérimentale, ainsi que de travaux sur les orchidées, publiés principalement dans les comptes-rendus de la Société de biologie, les annales de l’Institut Pasteur et les comptes-rendus de l'Académie des sciences.

## Parcours
- 1910 : Boursier à l’Institut Pasteur.
- 1913 : Licencié ès sciences naturelles.
- 1914 : Docteur en médecine.
- 1914 : Successivement préparateur, puis chef de laboratoire, et chef de service de phytopathologie et de mycologie (1934) à l’Institut Pasteur.
- 1914-1918 : Sert comme médecin, chef des services d’hygiène et de bactériologie du 20ème corps, puis chef de laboratoire au groupement des services scientifiques et chirurgicaux, et chef du Centre bactériologique de Béziers.
- 1919-1923 : Boursier de doctorat, puis stagiaire au laboratoire de botanique et d’organographie du Muséum national d’histoire naturelle.
- 1920-1936 : Chef du laboratoire de biologie végétale à la Clinique chirurgicale de la Salpêtrière
- 1931 : Membre de la Société de biologie. Chargé de recherches au CNRS, nommé maître de recherches en 1937.
- 1934 : Nommé chef du service de phytopathologie et de mycologie à l'Institut Pasteur.
- 1939-1940 : Chef du laboratoire de bactériologie de l'Hôpital militaire Villemin.
- 1944 : Membre de la Société botanique de France[7].
- 1945 : Membre de l'Académie des sciences, section de botanique.

## Publications
- Le rôle des microbes dans la vie végétale, maladie et symbiose, in: Biologica, 1913.
- Le cancer chez les plantes, in: La Revue du mois, 1920.
- Symbiose et tubérisation, in: Annales de sciences naturelles botaniques, 1921 (thèse de doctorat).
- Les maladies parasitaires des plantes (infestation-infection), 1922[8].
- La symbiose chez les plantes supérieures, 1928.
- La vie du sol, 1929.
- Recherches anatomiques et bactériologiques sur le cancer des plantes, in: Annales de l’Institut Pasteur et travaux de la clinique chirurgicale de la Salpêtrière, 1927.
- Action à distance du bacterium tumefaciens sur le développement de l'oeuf d'oursin, 1929.
- Sur l’interprétation des actions biologiques à distance, in: Comptes rendus hebdomadaires des séances de l'Académie des sciences (CRAS), 1930.
- Composés du soufre et croissance, 1932.
- L'oeuvre scientifique de Maurice Nicolle, Masson, 1934.
- Jean Cantacuzène (1863-1933), 1934.
- Sur la tubérisation de la pomme de terre, in: Comptes rendus de la Société de biologie, 1938.
- À propos de la tubérisation symbiotique de la pomme de terre, in: Annales de l’Institut Pasteur, 1943.
- Des orchidées à la pomme de terre, 1943.
- Notice sur la vie et l'oeuvre de Marin Molliard (1866-1944), Académie des sciences, 1946[9].
- Les maladies des végétaux, 1948.